# Quin parell de polis
Quin parell de polis (títol original en anglès: Cop Out) és una comèdia estatunidenca del 2010 escrita pels germans Mark i Robben Cullen i dirigida per Kevin Smith. La pel·lícula és protagonitzada per Bruce Willis, Tracy Morgan i Seann William Scott. Aquesta és la primera pel·lícula dirigida per Smith i en ser distribuïda per un gran estudi de cinema.

## Argument
En Jimmy (Bruce Willis) i el Paul (Tracy Morgan) són dos companys del Departament de Policia de Nova York que segueixen el rastre d'un caríssim cromo de beisbol que data del 1952 i que ha sigut robat per un tal Dave, que hores després del robatori l'ha venut a canvi de drogues. Els dos amics de feina, l'un dels exparella de la parella de l'altre, s'enfronten així doncs a aquest despietat gàngster obsessionat amb els objectes antics. En Jimmy que és detectiu veterà, sap que la targeta significa la seva única possibilitat de pagar el casament de la seva filla que s'apropa als 50.000 dòlars, mentre que en Paul, obsessionat amb el cine, l'acompanya només per lluitar contra la delinqüència. Encara que, les coses també s'han de dir, no està gaire per la labor de treball, ja que el seu cap està més preocupat per la suposada infidelitat de la seva parella que pel treball.

## Repartiment
- Bruce Willis com a detectiu James "Jimmy" Monroe
- Tracy Morgan com a detectiu Paul Hodges
- Seann William Scott com a Dave
- Rashida Jones com a Debbie
- Adam Brody com a Barry Mangold
- Kevin Pollak com a Hunsaker
- Guillermo Díaz com a Poh Boy
- Cory com a Juan Fernández
- Jason Lee com a Roy
- Michelle Trachtenberg com a Ava
- Ana de la Reguera com a Gabriela
- Jim Norton com a George
- Fred Armisen com a Avocat rus
- Ernest O'Donnell com a hom emmascarat # 1

## Producció
El març del 2009 s'anuncia que el Kevin Smith acaba de signar un contracte per dirigir una comèdia-policíaca que portarà com a protagonistes els coneguts Bruce Willis i Tracy Morgan (havent ja treballat els dos en altres projectes de l'Smith), amb els germans Cullen com a guionistes. La notícia és una exclusiva atès que aquest seria el primer llargmetratge d'en Smith sense haver escrit el guió. El film al principi havia de portar el nom d'"Un parell de Vergues", però abans que es fes el rodatge, Variety informava que el títol va ser modificat un parell de vegades quedant-se finalment amb "Quin parell de polis" degut a la controvèrsia al voltant del títol original, vinguda de Warner Bros. Així que el títol original va ser modificat encara que el mateix Smith negui que el canvi del nom vingui imposat pels estudis de cinema. Al desembre del 2009, l'estudi va canviar definitivament el títol per Cop Out, tot i que a Catalunya i a la resta de Països Catalans, el títol s'hagi quedat en Quin parell de polis. Si bé la promoció de la pel·lícula al The Late Show amb el David Letterman ha hagut de respondre, tot bromejant, que el títol The Suckers-Cop hagués estat una possibilitat.
Els dos germans Cullen aclareixen: “la pel·lícula tracta de dos policies que estan pràcticament casats, ja que en realitat no ho estan, i vull dir... és com Dante i Randal com a policies..."

## Guanys
La pel·lícula es va estrenar 2 dies després de Shutter Island, guanyant 8.211.126 de dòlars en el seu primer cap de setmana. Al 20 de maig del 2010 Quin parell de polis ja havia recaptat 44.875.481 en la taquilla domèstica i 5.288.053 de dòlars a l'estranger i un total de 50.163.534 de dòlars amb món sencer.

## Versió en català
La pel·lícula no va sortir al cinema en català i tampoc ha sortit en català quan es va posar a la venda en DVD. El públic de parla catalana ha pogut gaudir del film en la seva pròpia llengua, el català, gràcies a TV3 que l'ha estrenat en versió doblada i subtitulada.